# 赵锽 (唐朝)
赵锽（？—889年），晚唐军阀，从887年为宣歙观察使起管治宣歙直至889年死于敌人杨行密之手。

## 家世
赵锽家世几无记载，《旧唐书》《新唐书》都没有他的传。只知道他早年和后来成为大军阀的朱温为友。
光启三年（887年）五月，赵锽在宣歙管下的池州任刺史时，在节度使高骈治下的更大的淮南镇陷入高骈最宠信的术士吕用之和左厢都知兵马使毕师铎之间的内战。毕师铎围困淮南军部扬州但不能迅速攻克，决定求助于宣歙观察使秦彦，约定如合兵取胜，将淮南节度权交给秦彦。但秦彦军未到，毕师铎已攻陷扬州。毕师铎仍然将节度权交给秦彦，秦彦去扬州履职，补赵锽为宣歙观察使以代己。

## 管治宣歙
但秦彦和毕师铎随后被庐州刺史杨行密和吕用之的联军所败。他们逃离扬州和孙儒合兵，却被孙儒诛杀，赵锽没有了北面的盟友。文德元年（888年），孙儒败杨行密，使杨行密逃回庐州。八月，杨行密害怕孙儒将攻他于庐州，想攻打镇南节度使钟传以图接手镇南军。谋士袁袭却说服他，赵锽是一个更易取的目标——赵锽治理宣歙不长，怙乱残暴，众心不附，其为人也不是杨行密对手。袁袭还进一步建议杨行密说服和州刺史孙端和管领上元的张雄先攻打赵锽，然后再趁赵锽专心击退孙、张时进攻之。杨行密同意了。
杨行密说服孙、张攻赵锽，赵锽起初也击退了他们的进攻。杨行密趁机派张训、安仁义等攻赵锽部将苏塘、漆朗于曷山，大败他们后，进围宣歙军部宣州。赵锽的哥哥赵之时任池州刺史，想来救赵锽，杨行密部将陶雅败之，赵乾之逃奔镇南军，赵锽无援。曲溪将刘金随杨行密军攻赵锽于陵阳。
龙纪元年（889年）六月，因杨行密围城，宣州粮尽，人相食，亲将多出降。赵锽曾选武勇之士，任李简在帐下为亲信，李简骗了赵锽的守门者而出逃奔杨行密。刘金估计赵锽必遁走，想用计擒他，骗他说：“将军若出，可以从我的营垒走。”赵锽喜，给他很多金子，夜间迎刘金进自己的卧室，答应把女儿嫁给他。刘金回营后担心赵锽兵多，一旦出城则难制，次日遣人朝城上大喊：“刘郎不为尔婿！”赵锽沮丧。夜间，赵锽指挥使周进思逐赵锽。赵锽想逃到扬州投孙儒，出东溪，顺激流逃跑，以为杨行密都是步兵和骑兵，受阻于水流无法追及，在永阳停住，解甲登岸。但杨行密主将田頵早有预备，秘密造了轻舟，追上了赵锽，赵锽吃惊，被田頵亲自擒献。在攻灭赵锽的过程中，抚州刺史危全讽接受杨行密遣使通好，屡次为杨行密供粮饷，杨行密的妻弟朱延寿也功居多，金牛镇将台濛破敌有功，马步副指挥使李遇及刘存、张崇、王绾、伍长徐温也分别有功。后来危全讽被杨行密势力继承人杨隆演所俘后，因曾与杨行密有这次合作而被释放。赵锽左右都散去，只有给使李德诚与韩球不离开。赵锽派李德诚入宣州说降周进思，将要出发，突得暴疾不能去，于是改命韩球，韩球到了周进思处被斩，被掷首于城外，而李德诚当日即病愈。后其他宣州将领也拘拿了周进思，以宣州降杨行密。赵锽将周本勇冠军中，赵锽兵败，周本为杨行密所得，被释放，从此效力杨行密帐下。
杨行密生擒赵锽后，让赵锽和自己的弟弟住在一起。时任宣武军节度使且是唐朝最有权势的军阀之一的朱温派使者去杨行密处，请杨行密把赵锽交给他。杨行密咨询袁袭，袁袭建议斩杀赵锽再将其头颅送到宣武军军部汴州。杨行密照做了。